# Liste der Biografien/Ary
Liste der Biografien |
Portal Biografien |
Personensuche
# |
A |
B |
C |
D |
E |
F |
G |
H |
I |
J |
K |
L |
M |
N |
O |
P |
Q |
R |
S |
T |
U |
V |
W |
X |
Y |
Z |
?
 
Aa |
Ab |
Ac |
Ad |
Ae |
Af |
Ag |
Ah |
Ai |
Aj |
Ak |
Al |
Am |
An |
Ao |
Ap |
Aq |
Ar |
As |
At |
Au |
Av |
Aw |
Ax |
Ay |
Az
 
Ara |
Arb |
Arc |
Ard |
Are |
Arf |
Arg |
Arh |
Ari |
Arj |
Ark |
Arl |
Arm |
Arn |
Aro |
Arp |
Arq |
Arr |
Ars |
Art |
Aru |
Arv |
Arw |
Arx |
Ary |
Arz
Die Liste der Biografien führt alle Personen auf, die in der deutschsprachigen Wikipedia einen Artikel haben. Dieses ist eine Teilliste mit 23 Einträgen von Personen, deren Namen mit den Buchstaben „Ary“ beginnt.

## Ary
- Ary, deutscher Rapper
- Ary (* 1993), norwegische Sängerin
- Ary, Hélio (1930–2011), brasilianischer Schauspieler
- Ary, Jacques (1919–1974), französischer Boxer, Ringer, Wrestler, Drehbuchautor und Schauspieler

### Arya
- Arya, Ritu (* 1988), britisch-indische Schauspielerin
- Aryabhata (* 476), indischer Mathematiker und Astronom
- Aryabhata II., indischer Mathematiker und Astronom
- Aryadeva, ceylonesischer Philosoph des Mahayana-Buddhismus und Schüler des Nagarjuna
- Aryamani, nubischer König
- Aryan, Marc (1926–1985), französischsprachiger belgischer Sänger
- Aryandes, persischer Satrap
- Aryanfard, Hassan (* 1948), iranischer Radrennfahrer

### Aryb
- Arybbas, König der Molosser und Hegemon von Epirus
- Arybbas († 331 v. Chr.), Leibwächter Alexanders des Großen

### Arye
- Aryee, Bernard (* 1973), ghanaischer Fußballspieler
- Aryeh, Ian (* 1988), britischer Filmregisseur, Drehbuchautor und Filmproduzent
- Aryene, Paul King (* 1948), ghanaischer Diplomat
- Aryenis, Ehefrau des medischen Königs Astyages, Tochter von Alyattes II. und Schwester des Krösus
- Aryesebokhe, nubischer König

### Aryn
- Aryn, Jerlan (* 1961), kasachischer Politiker

### Aryp
- Aryphadschyjeu, Mahamed (* 1977), belarussischer Boxer

### Arys
- Arystanbekowa, Aqmaral (* 1948), kasachische Diplomatin und Politikerin
- Arystanbekowa, Assylschan (* 2006), kasachische Tennisspielerin